# Концентрація пилу
Концентра́ція пи́лу (рос. концентрация пыли, англ. dust concentration, нім. Staubkonzentration f) — вміст пилових частинок в одиниці об'єму повітря.
Розрізняють концентрацію пилу 
- масову (вагову) або гравіметричну, що визначається масою частинок пилу в одиниці об'єму повітря і вимірюється у мг/м3,
- числову або коніметричну, що визначається числом частинок в одиниці об'єму повітря і вимірюється в частинках на см3.